# Witborstrietvink
De witborstrietvink  (Heteromunia pectoralis syn.: Lonchura pectoralis) is een vogel uit de familie van de prachtvinken (Estrildidae). 

## Kenmerken
Boven op het kopje is hij grijsbruin, naar de nek toe meer grijs. De keel en de wangen zijn zwart, om de wangen een geelbruine rand. Over de borst een brede witte, zwartgevlekte band. Bovenzijde en een deel van de vleugels zijn donkergrijs met ietwat bruin, de rest van de vleugels zijn chocoladebruin van kleur. De staart is bruin, de buik is wat lichter. Het vrouwtje lijkt veel op het mannetje, maar mist de zwarte vlekken op de borst en alleen het mannetje zingt, zij het heel zachtjes. De totale lengte van kop tot puntje van de staart is ongeveer 11-12 centimeter.

## Verspreiding en leefgebied
Deze soort is oorspronkelijk afkomstig uit Noord- en Noordwest-Australië.

## Verzorging
Het is een warmteminnende vogel die goed in een gemengd gezelschap gehouden kan worden in een volière, maar ook samen met een klein groepje van de eigen soort. Hij kan niet goed tegen guur weer, regen en kou. In de winter kan hij beter naar binnen gehaald worden of hij moet de beschikking hebben over een goed verwarmd nachthok. De witborstrietvink moet gevoederd worden met wit- en geel milletzaad en kanariezaad.
Water, grit (voor tropische vinken) en maagkiezel moeten vanzelfsprekend altijd voorhanden zijn.